# Plebejus bejarensislilacinamarynata
Plebejus bejarensislilacinamarynata är en fjärilsart som beskrevs av Tutt. Plebejus bejarensislilacinamarynata ingår i släktet Plebejus och familjen juvelvingar. Inga underarter finns listade i Catalogue of Life.